# Fokus (1967.)
Fokus, kratki film redatelja Ivana Martinca:131, 134, 137 Snimljen u produkciji Filmskoga autorskog studija.